# Anisodes plethophora
Anisodes plethophora là một loài bướm đêm trong họ Geometridae.